# 真夏の薔薇
『真夏の薔薇』（まなつのばら）は、東海テレビ制作・フジテレビ系列で、1996年7月1日〜9月27日に放送された昼ドラマである。通称「夏バラ」「ナツバラ」。

## 概要
主人公の薬剤師・川島碧（安永亜衣）は、医師の巌井稲彦（池田政典）と運命的な出会いを果たす。だがふたりは、同じ人物（小野寺昭）を父に持つ腹違いの兄妹であった。何も知らずにめぐりあい、愛し合ってしまった碧と稲彦には過酷な運命が襲いかかる。
この時間のドラマでは定番のドロドロ愛憎劇が展開されるドラマだったが、支離滅裂と言っても過言ではないような波乱のストーリー展開、手術室での血まみれの殴り合いなど独特の演出、個性的な演技の多発（特に『太陽にほえろ!』などで広く顔が知られていた小野寺の怪演は話題を呼んだ）により、メインターゲットの主婦層だけでなく、それまでこの時間帯のドラマに馴染みがなかった若年層・男性層の一部からも注目も得てカルト的な人気を博した。「週刊TVガイド」で小特集が掲載されたり、プロ野球・広島の三村敏之監督（当時）が本作にはまっていることを公言したり、大映ドラマ研究家で知られる竹内義和が自身のラジオ番組で絶賛するなどの反響もあった。
出演していた入江達也は「リハーサルでは、安永さんも池田さんも（異様な台詞に）ものすごく笑われてましたけど、僕はどちらかというと…笑わないんです。真剣に取り組んじゃって（中略）プライベートにもかなり影響が出ちゃったくらいでしたからね」と話している。
このドラマの脚本を手がけた中島丈博は、この路線をさらに磨き上げて『真珠夫人』『牡丹と薔薇』などの大ヒット作を作り上げたため、このドラマはそれらの作品の嚆矢として扱われる。

## キャスト
- 川島碧：安永亜衣
- 巌井稲彦：池田政典
- 添田靖顕：入江達也
- 火室英雄：小野寺昭
- 川島郁子：姿晴香
- 巌井萌子：鰐淵晴子
- 川島巴：鳳八千代
- 添田典子：福家美峰
- 枝川江里子：野村ちこ
- 添田雪枝：草村礼子
- 三田村卓矢：三田村賢二
- 伊丹潤子：泉本のり子

## スタッフ
- プロデューサー：鶴啓二郎、塚田泰浩
- 脚本：中島丈博、田部俊行
- 演出：西本淳一、中山秀一、鶴啓二郎
- 音楽：岩代太郎
- 技術協力：東通
- 美術協力：アックス
- スタジオ：緑山スタジオ・シティ
- 制作：東宝､ 東海テレビ放送

## 主題歌
- 『悲しみのためじゃない』 
  - 作詞：夏目純 / 作曲・編曲：岩代太郎 / 歌：中西保志
  - レーベル：日本コロムビア